# Nkisi

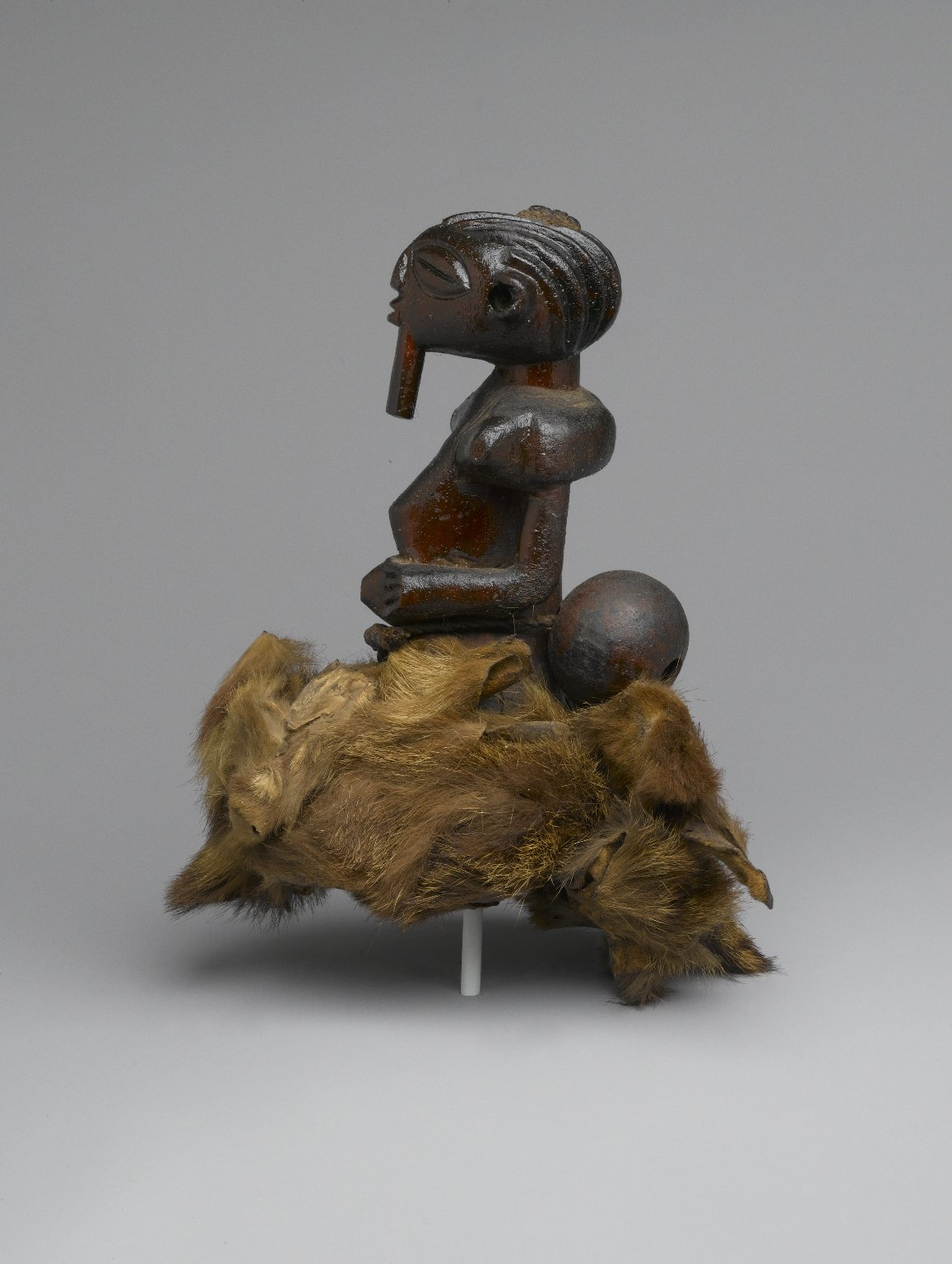
Estatueta nkisi del segle XIX, al Museu de Brooklyn

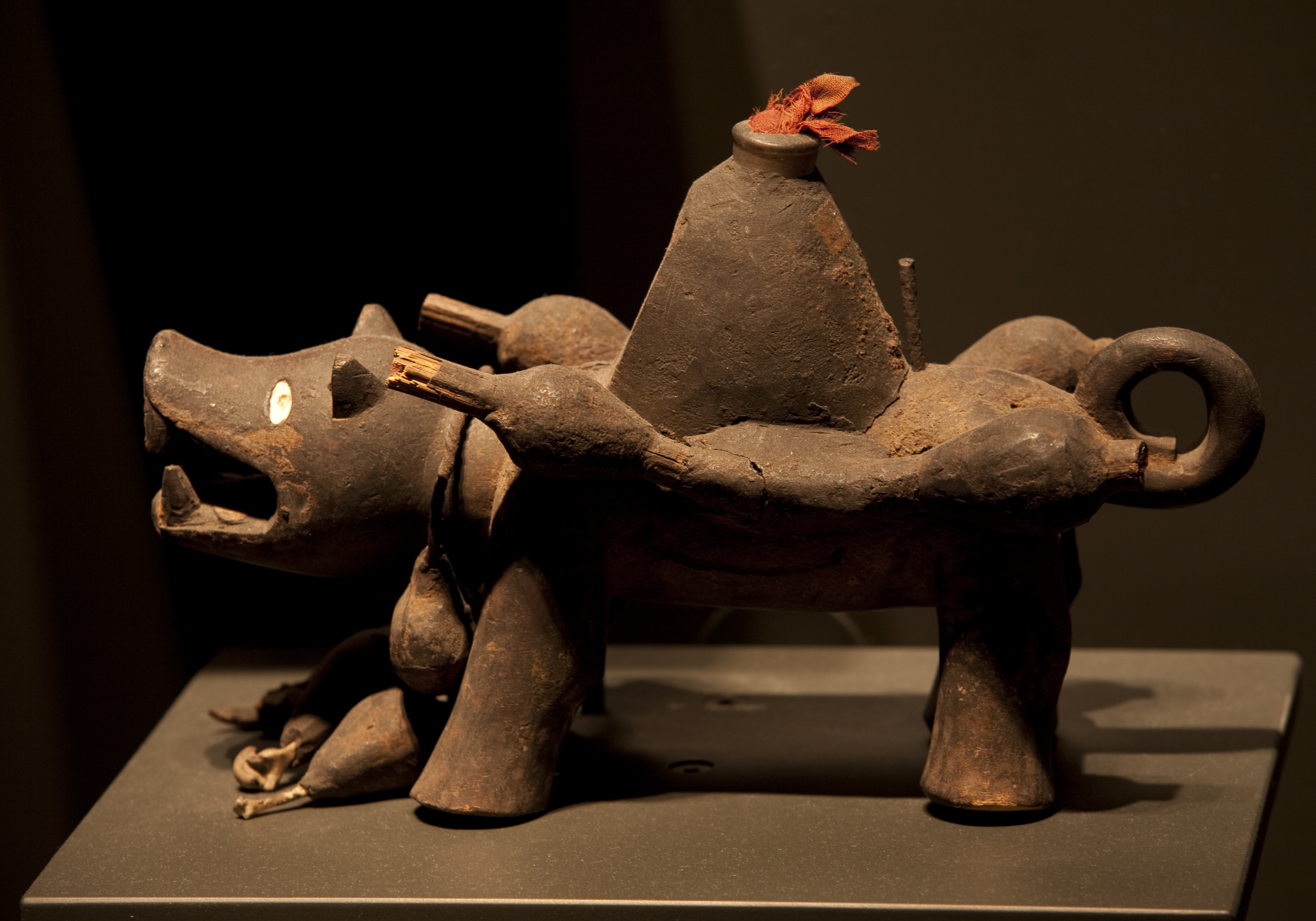
Nkisi en forma de gos, abans del 1885. Museu d'Etnologia de Leiden

El terme nkisi o nkishi (plural: minkisi, minkishi en kongo i kimbundu) s'utilitza generalment per a designar les figuretes antropomòrfiques produïdes sobretot per les poblacions kongo.
Importats pels esclaus durant el tràfic d'esclaus, els minkisi, que es van convertir en inquices en portugués, són les entitats espirituals dels cultes afrobrasilers (candomblé) de la nació congolesa i angolesa.

## A Àfrica

### Suport a les pràctiques taumatúrgiques
Cadascun d'aquests objectes pertany a l'especialitat ma nganga, de l'especialista en el seu ús, la nganga. El plural, bu nganga, designa 'coses de nganga', tot el coneixement del qui té coneixement de la natura, aquell que cura, el nganga. Hi ha diversos tipus de nganga, cadascun dels quals implementa pràctiques específiques. Així, el nganga mbiki revela les causes d'una malaltia, el nganga ngombo o nganga tshiba determinarà les responsabilitats dels mals d'una societat (robatori, bruixeria, conflictes...), el nganga malema s'especialitza en inflamacions i el tractament d'hèrnies, el nganga mpungu nvuaza tracta situacions delicades (com ara qüestions d'adulteri), el nganga bilayi o nganga mbâssa promou el desplegament de la força física, el nganga miyuna pot portar riquesa... i el nganga ya sa na ta kanga nkuyu yuma (el formidable nganga que atura el "diable sec", que pot aturar la mala sort o endevinar-ne una, és qui té, entre els seus accessoris, les famoses estatuetes de claus.
Durant el període colonial europeu, aquestes darreres figuretes també eren anomenades "fetitxes" o, per a alguns, "fetitxes d'ungles", alguns d'ells, els nkondi, a vegades estaven coberts amb claus i tires de ferro.

### Entitat espiritual
En el pensament kongo, nkisi també es refereix a un poder personalitzat del món invisible que es pot subjugar o controlar amb pràctiques rituals.
El terme designa, en singular, "una força, un poder en relació amb els esperits dels ancestres d'una família". El seu suport està compost per dos elements que es materialitzen en un recipient (carabassa, olla, paquet...) en una tela (futu), mentre que el contingut, el "medicament", es designa en la seua part material amb el terme bilongo (herbes, extractes d'arrels, decocció de fulles, cendres, argila, etc.). Aquest conjunt sovint es duplica amb un accessori simbòlic (dent o urpa felina, petxina de Monetaria moneta o moneda, etc.). Cada objecte és encarregat primer pel nganga a l'escultor, que utilitza eines de ferrer.
Aquestes figuretes estan tallades en fusta. Sovint tenen la forma d'un humà o d'un gos, els ulls poden estar incrustats amb trossos de vidre o espill, i sovint tenen un recipient que conté substàncies unit al crani o fixat a l'abdomen. A vegades, l'escultor proporciona altres llocs per a afegits posteriors de materials. Aquests afegits els fa la nganga. A vegades l'objecte, inicialment antropomòrfic, es cobreix amb quincalla fins al punt de semblar sense forma. Els receptacles i les crostes de material que recobreixen l'estatueta, el "bilongo", se suposa que activen màgicament l'objecte. La majoria dels minkisi de les col·leccions dels museus no en tenen: es van eliminar substàncies màgiques perquè els objectes que es donaven als col·leccionistes colonials estiguessen inactius, o perquè el seu aspecte compost desagradava als col·leccionistes.

## A Amèrica

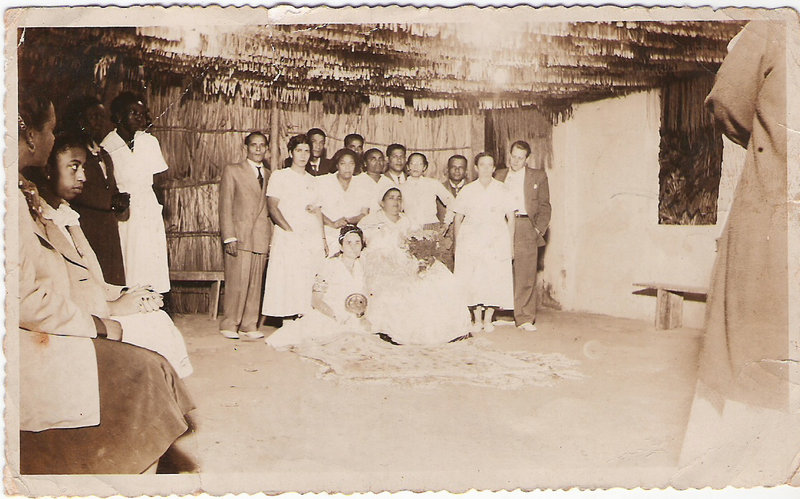
Candomblé d'Angola a Salvador de Bahia (Brasil), reverent als inquices (dècada de 1940)

En els ritus angolesos i congolesos del Candomblé, però també en les regles congoleses de la Santeria cubana, els inquices (o enquice, equice o iquice) són l'equivalent dels orixà de les nacions nagô (iorubes) o dels voduns (divinitats) de les nacions jeje (fon).
Com en el panteó dels pobles del nord d'Angola, el déu suprem i creador és Zambi; a sota seu hi ha els inquices, esperits o divinitats de la mitologia bantu. Entre les inquices venerats, els més importants, sota diferents noms i qualitats, són Pombajira, mitjancer entre els éssers humans i altres inquices. Recorre tots els camins i cruïlles, protegeix la casa. També és l'inquice de la fertilització; Incoce, inquice de la guerra i mestre dels camins, del ferro i de la forja, dels metalls, i mecenes dels ferrers; Mucongo engloba les energies dels caçadors d'animals, pastors, ramaders i dels qui viuen a les profunditats dels boscos, senyors de les ombres.
La interpenetració entre cultures esclavistes de diferents regions d'Àfrica, com passa amb les cultures europees i ameríndies, fa que el vocabulari kikongo o kimbundu i les creences dels pobles del Congo central hagen influït en gran manera en altres cultes sincrètics. Així, la Umbanda venera Pombajira; així, els  maracatus de les nacions Nagô o Ketu utilitzen les calunga, nines sagrades el nom de les quals prové del kimbundu lunga i que recorden els minkisi; així certs maracatus s'anomenen cambinda, una distorsió de Cabinda.